# Kujō Tadamoto
Kujō Tadamoto (九条 忠基?   1345 – 8 de enero de 1398) fue un kugyō (cortesano japonés de alta categoría) que vivió durante la era Nanbokucho. Fue miembro de la familia Kujō (derivada del clan Fujiwara) e hijo de Kujō Tsunenori.
Ingresó a la corte imperial en 1354 con el rango jugoi superior, luego ascendido a jushii superior en el mismo año, a shōshii en 1356 y a jusanmi en 1357. En 1358 fue nombrado vicegobernador de la provincia de Harima, ascendió a gonchūnagon en 1359 y en ese mismo año fue promovido al rango shōsanmi. En 1360 fue promovido al rango junii y en 1361 fue nombrado gondainagon. Ascendió al rango shōnii en 1362.
Fue nombrado udaijin en 1370, promovido a sadaijin desde 1375 hasta 1378 y también en 1375 fue nombrado kanpaku (regente) del Emperador Go-En'yū de la Corte del Norte (hasta 1379). En 1376 fue promovido al rango juichii.
Adoptó a su hermano menor Kujō Mitsuie como su propio hijo.